# アカウレ
アカウレ (Solanum acaule) とは、アンデスに自生していて、地下にジャガイモのような芋（塊茎）を形成するナス属の植物である。

## 概要
アカウレはジャガイモの原種ではないかとも言われる植物であり、ジャガイモの原産地と言われているアンデス山脈に自生している。アカウレの芋はジャガイモの芋に似ているが、大きさは直径0.7cmから大きくても2.5cm程度であり、現在栽培されているジャガイモの芋と比べると小さい。現在は普通食用にはしないが、1980年頃までは救荒食物の1つとして利用されていた。有毒成分のアルカロイドを多く含むが、病気や虫害には強い。本来アンデス山脈にはビクーニャが生息しているが、このビクーニャは決まった場所に糞をする習性があるので、この糞が溜まった場所が形成される。このビクーニャの糞が溜まっているところにアカウレが生育しているのがしばしば見られる。また、近年は人間のゴミ捨て場にも生育している例もある。
アカウレは、チューニョと呼ばれる冷凍乾燥した状態で保存され飢饉の際に食用とされた。